# Efraím Basílio Krevey

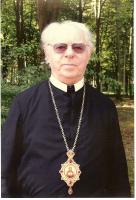
Efraím Basílio Krevey

Efraím Basílio Krevey OSBM (* 12. Dezember 1928 in Ivaí, Paraná; † 3. April 2012 in Curitiba, Paraná) war ein brasilianischer Ordensgeistlicher und Theologe sowie Bischof der Eparchie São João Batista em Curitiba, der mit Rom unierten Ukrainischen Griechisch-Katholischen Kirche in Brasilien.

## Leben
Efraím Basílio Krevey, geboren und aufgewachsen in der Kolonie Saltinho in Ivaí, trat 1940 in das St. Joseph Priesterseminar in Prudentópolis ein. 1943 trat er der Ordensgemeinschaft der Basilianer des hl. Josaphat in Prudentópolis bei.
Nach philosophischen und humanistischen Studien in Iracema (SC) graduierte er 1948 an der römischen Gregoriana in Theologie. Am 1. Januar 1950 legte er seine Profess ab. Kurz nach der Diakonenweihe 1951 empfing er am 12. November 1951 die Priesterweihe in der Kirche São Sérgio e Bakcha in Rom durch den Apostolischen Visitator der Ukrainischen Griechisch-Katholischen Kirche in Westeuropa und Südamerika, Ivan Bucko. Er war von 1955 bis 1959 Professor am St. Joseph Priesterseminar und dessen Dekan. Er war von 1959 bis 1969 Superior des Klosters São Josafat und Novizenmeister bei den Schwestern von der Unbefleckten Jungfrau Maria (Irmãs Maria Imaculada) sowie der Katecheten des Heiligsten Herzens Jesu (Catequistas do Sagrado Coração de Jesus). 1969 wurde er Rektor des Ordensseminars in Prudentópolis und 1970 Provinzial der Basilianer.
Papst Paul VI. ernannte ihn am 29. November 1971 zum Titularbischof von Caffa und zum Koadjutorbischof von São João Batista em Curitiba. Der Papst persönlich spendete ihm am 13. Februar 1972 im Petersdom die Bischofsweihe; Mitkonsekratoren waren Bernard Jan Kardinal Alfrink, Erzbischof von Utrecht, und William John Kardinal Conway, Erzbischof von Armagh.
Nach der Emeritierung José Romão Martenetz’ OSBM folgte er ihm am 10. März 1978 als Eparch von São João Batista em Curitiba nach. Am 13. Dezember 2006 nahm Papst Benedikt XVI. sein altersbedingtes Rücktrittsgesuch an.